# Virilização
Na biologia e medicina, a virilização se refere ao desenvolvimento de mudanças que fazem um corpo masculino diferente de um corpo feminino. A maioria das mudanças de virilização são produzidas por andrógenos. A virilização é geralmente utilizada em três contextos médicos: diferenciação sexual pré-natal, mudanças pós-natais da puberdade masculina normal, e efeitos andrógenos excessivos em meninas ou mulheres.